# T.Palm-Pôle Continental Wallon/Saison 2015
Dieser Artikel listet Erfolge und Fahrer des Radsportteams T.Palm-Pôle Continental Wallon in der Saison 2015 auf.

## Abgänge – Zugänge
| Zugänge                      | Team 2014                        | Abgänge                         | Team 2015                      |
| ---------------------------- | -------------------------------- | ------------------------------- | ------------------------------ |
| Louis Convens                | Vérandas Willems                 | Julien Dechesne                 | Ottignies-Pervez               |
| Nicolas Mertz                | Vérandas Willems                 | Axel Gremelpont                 | Van der Vurst Development Team |
| Claudio Catania              | Bianchi-Lotto-Nieuwe Hoop Tielen | Tom Vessey                      | Karriereende                   |
| Guillaume Delvaux            | VC Ardennes                      | Glenn Van De Maele              | Unbekannt                      |
| Bastien Kroonen              | VC Ardennes                      | Hendrik Pineda                  | Unbekannt                      |
| Gilles Billen                | VC Ardennes                      | Sébastien Sciascia              | Unbekannt                      |
| Antoine Didier (ab 19. Juni) | Neoprofi                         | Jonathan Baratto (bis 12. Juni) | gestorben                      |
|                              |                                  | Boris Beelen (bis 30. Juni)     | Karriereende                   |
|                              |                                  | Rudy Rouet (bis 30. Juni)       | Karriereende                   |

## Mannschaft
| Teamkader 2015                                    | Teamkader 2015     | Teamkader 2015         | Teamkader 2015          |
| Name                                              | Geburtsdatum       | Land                   | Vorheriges Team         |
| ------------------------------------------------- | ------------------ | ---------------------- | ----------------------- |
| Thomas Armstrong                                  | 27. August 1994    | Vereinigtes Königreich |                         |
| Jonathan Baratto (1. Jan.–12. Jun.)               | 27. September 1991 | Belgien                |                         |
| Boris Beelen (1. Jan.–30. Jun.)                   | 18. Februar 1993   | Belgien                |                         |
| Gilles Billen                                     | 10. April 1996     | Belgien                |                         |
| Sébastien Carabin                                 | 28. März 1989      | Belgien                |                         |
| Claudio Catania                                   | 4. Mai 1992        | Italien                |                         |
| Louis Convens                                     | 5. Dezember 1993   | Belgien                | Verandas Willems (2014) |
| Guillaume Delvaux                                 | 20. Juni 1996      | Belgien                | VC Ardennes (2014)      |
| Antoine Didier (19. Jun.–31. Dez.)                | 31. März 1992      | Belgien                |                         |
| Guillaume Haag                                    | 9. November 1989   | Belgien                |                         |
| Bastien Kroonen                                   | 5. Dezember 1996   | Belgien                | VC Ardennes (2014)      |
| Nicolas Mertz                                     | 30. Juli 1993      | Belgien                | Verandas Willems (2014) |
| Jeff Peelaers                                     | 30. September 1992 | Belgien                |                         |
| Rudy Rouet (1. Jan.–30. Jun.)                     | 5. Januar 1985     | Belgien                | Ottignies-Perwez (2013) |
| Alexandre Seny                                    | 22. Juni 1994      | Belgien                |                         |
| Ian Vansumere                                     | 14. Juni 1990      | Belgien                | Josan-To Win (2014)     |
| Maxime Vekeman                                    | 14. September 1993 | Belgien                |                         |
| Andrew Ydens                                      | 23. August 1989    | Belgien                |                         |
| Matthias Houlmont (1. Aug.–31. Dez., Stagiaire)   | 11. Juni 1996      | Belgien                |                         |
| Thibault Parmentier (1. Aug.–31. Dez., Stagiaire) | 24. August 1995    | Belgien                |                         |
|                                                   |                    |                        |                         |
| Quelle: ProCyclingStats                           |                    |                        |                         |